# Фемминиелли

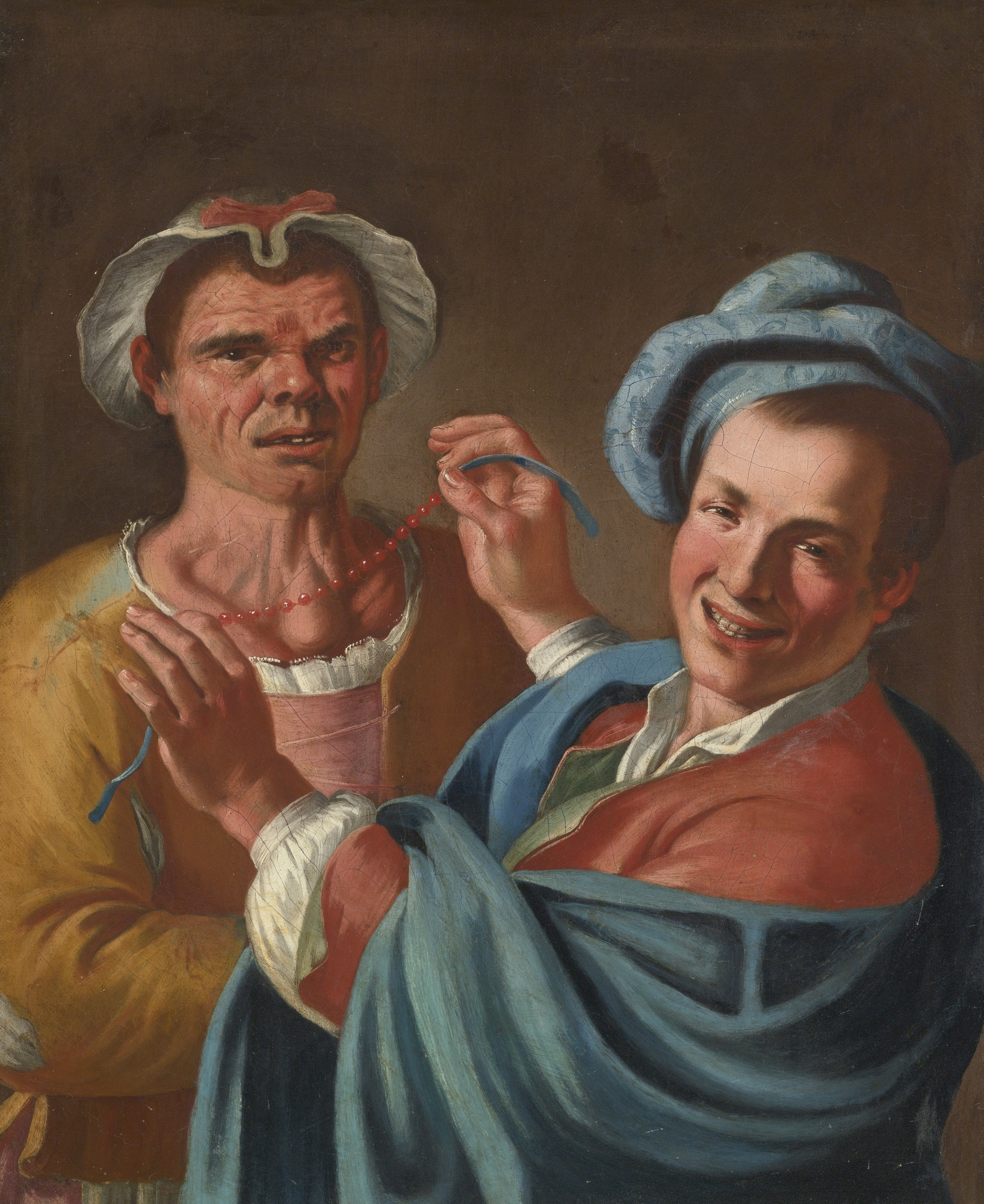
Джузеппе Бонито, фемминиелло

Фемминиелли или феммениелли (ед. ч. — фемминиелло, итал. femmina, «женщина», -ello, мужской уменьшительно-ласкательный суффикс) — термин, используемый для обозначения гомосексуальных мужчин с явно выраженным женским гендером в традиционной неаполитанской культуре. Данное определение не является уничижительным и не несет в себе клейма позора; вместо этого традиционно считается, что феминиелли приносят удачу. Ахилл делла Рагионе обозначает феминиелли как пользующихся благоприятным отношением со стороны части неаполитанского общества.

## Гендерный анализ
Несколько трудно определить этот термин в рамках современных западных представлений о геях и трансгендерных женщинах, поскольку в термине фемминиелли обе эти категории в определённой степени пересекаются. Неополитанский «фемминиелло» в отличие от определения «трансгендерный человек», принятого в англосаксонском и североамериканском контекстах, имеет более сложное значение, и, касаемо исторических и символических координат Неаполя, идентичность фемминиелло не укладывается в общие европейские и евроцентричные кластеры трансгендерных людей. Фемминиелло рассматривается как своеобразное гендерное выражение, несмотря на широко распространенную бинарную гендерную систему. Корни феномена фемминиелло имеют культурный и социально узаконенный статус.
В конце 2000-х годов Италию потрясли секс-скандалы с участием высокопоставленных политиков (например, бывшего губернатора области Лацио Пьеро Марраццо) и трансгендерных работников, часто латиноамериканского происхождения, которых итальянские СМИ обычно называют транссексуалами. В 2009 году термин фемминиелло приобрел некоторую известность в итальянских СМИ после того, как была арестована уроженка Неаполя, мафиози фемминиелло каморра Кетти Габриэле, занимавшаяся проституцией до того, как вступить в капореджиме. В итальянских СМИ Габриэлу называют как феминниелло, так и транссексуалкой или трансом.
Существует также мнение, что фемминиелли определённо являются мужчинами, несмотря на их женскую гендерную роль: «они мужчины; они знают это, и все остальные знают это». Ахилл делла Рагионе написал о социальных аспектах фемминиелли: «Фемминиелло обычно является самым младшим ребёнком мужского пола, „маленьким любимцем матери“… он полезен, он делает работу по дому, выполняет поручения и присматривает за детьми».
Зито и Эугенио в своем исследовании предполагают, что феминиелли «по-видимому, подтверждают в области гендерной идентичности постмодернистскую идею непрерывной модуляции между мужским и женским в противовес их дихотомии».

## Фемминиелли в культуре и традициях
В Пасхальный понедельник в Торре-Аннунциата проходит церемония под названием Matrimonio dei femminielli. Это парад фемминиелли, одетых в свадебные платья и сопровождаемых «мужем», который путешествует по улицам на запряженных лошадьми экипажах.
Обычно фемминиелли ассоциируются с удачей. По этой причине в соседних районах данная традиция считается популярной, чтобы феминиелло держала новорожденного ребёнка или участвствовала в таких играх, как бинго, Tombola или Tombolata dei femminielli — известная игра, проводимая каждый год 2 февраля в качестве заключительной части Сретения в Святилище Монтевергине. В административном округе Кампания феминиелли пользуются относительно привилегированным положением благодаря своему участию в некоторых традиционных мероприятиях, таких как Канделора Аль Сантуарио ди Монтевергин (Сретение в святилище Монтевергине) в Авеллино или Tammurriata — традиционный танец, исполняемый на празднике Мадонны дель Арко в Сант-Анастасии.
В постановке Роберто Де Симоне «La Gatta Cenerentola» феминиелли исполняют роли нескольких важных персонажей. Среди главных сцен считаются Rosario dei femminielli и il suicidio del femminiella.
Документальный фильм «Пагани» повествует о традиции празднования Пасхальной недели в деревне Пагани недалеко от Неаполя и легендарного города Помпеи, где жители и паломники в течение семи дней восхваляют образ Куриной Мадонны в виде песен и танцев. На данном празднике открывается обетный алтарь Tosello, который украшается в течение месяца перед торжественным внесением статуи Мадонны. Фемминиелли в фильме показаны, как хранители древней традиции молитв и священных обрядов, пришедших от древности через язычество до сегодняшнего христианства.
Фемминиелли сохранили древние традиции, такие как «Брак Зезы», «Смерть карнавала» или «Фиглиата» — древний ритуал, где мужчины имитируют роды, фемминиелли в нём — это те, кто «должен рожать». Для понимания значения ритуала необходимы глубокие знания символики. «Смерть карнавала» — часть европейской народной культуры, в Кампании тесно связанная с миром феминиелли и пожилыми женщинами, знающими древнее искусство погребального плача, а также с певцами неаполитанских барабанных песен.